# Takālū
Takālū (persiska: تکالو) är en ort i Iran.   Den ligger i provinsen Västazarbaijan, i den nordvästra delen av landet, 600 km väster om huvudstaden Teheran. Takālū ligger 1 301 meter över havet och antalet invånare är 298.
Terrängen runt Takālū är platt västerut, men österut är den kuperad.Runt Takālū är det ganska tätbefolkat, med 185 invånare per kvadratkilometer. Närmaste större samhälle är Urmia, 5,3 km sydväst om Takālū. Trakten runt Takālū består till största delen av jordbruksmark.